# Chiesa dei Santi Gervasio e Protasio (Brallo di Pregola)
La chiesa dei santi Gervasio e Protasio si trova a Someglio frazione del comune di Brallo di Pregola in provincia di Pavia.

## Storia
Il complesso è di origine medievale e risale al XII e XIII secolo. Ha fama di essere la più antica pieve della zona, benché non si abbiano precise testimonianze documentarie in merito. Posta in un punto strategico per cui transitava il commercio del sale e delle spezie proveniente da Genova e diretto a Milano, era comunque una pieve adibita al culto di tutta l'area, un tempo feudo dei marchesi Malaspina, signori della valle Staffora e della valle del torrente Avagnone. Anticamente Someglio era la sede della Parrocchia di Brallo, Colleri e Cencerate e nella chiesa si celebravano tutte le varie funzioni religiose.
Il 9 agosto, in concomitanza con i festeggiamenti per san Fermo, patrono di Someglio, si svolge la tradizionale “asta dell'incanto” dei prodotti tipici locali.

## Descrizione
La chiesa è realizzata in pietra locale, di natura prevalentemente calcarea, che a lungo è stata impiegata per la costruzione di rustici e abitazioni nella zona. Dal punto di vista artistico, ha mantenuto lo stile e le caratteristiche originari. All'interno presenta un'unica navata, con pavimentazione in sassi locali. L'altare maggiore, la cui disposizione è stata modificata, è in pietra. Affissi alle pareti sono conservati due dipinti ad olio del XVIII secolo: l'uno raffigura i santi Gervasio e Protasio, ai quali la chiesa è dedicata, insieme a sant'Ambrogio. L'altro raffigura san Fermo, patrono di Someglio, che viene celebrato il 9 agosto. Durante i lavori di restauro è stato rinvenuto un piccolo fonte battesimale in sasso locale, scolpito.
La chiesa è affiancata da una torre campanaria in stile romanico a pianta quadrata, con lato di circa 3,4 metri, e alta circa 14 metri. Le pareti sono realizzate in murature a secco, con uno spessore che alla base raggiunge i 90 cm., per poi conservarsi pressoché costante sino alla sommità. La struttura è dotata di quattro larghe fornici superiori ad uso castello campanario, forse quale originario posto di avvistamento dei Malaspina. Il tetto, come anche quello della chiesa, è rivestito da pietre locali, dette "ciappe". Su ogni lato sono ben visibili le buche pontaie, in allineamento non del tutto regolare, ma in successione costante. La serie inizia a circa 100 cm. dal suolo, il che potrebbe far pensare a un innalzamento del piano di calpestio attuale rispetto a quello originario. Sul lato meridionale sono aperte tre feritoie; la cella campanaria presenta aperture a sesto ribassato.
Il giardino posto sul lato sinistro della chiesa, al quale si accedeva attraversando un portichetto, era adibito a cimitero, sino alla realizzazione di un nuovo cimitero nella zona alta del paese. 